# White Sands, New Mexico
White Sands är en ort i Doña Ana County i delstaten New Mexico, USA. Orten ligger inom det militära området White Sands Missile Range.